# Polycom
Polycom (NASDAQ: PLCM) es una corporación multinacional con más de tres mil doscientos empleados, presencia mundial y ventas anuales de aproximadamente USD 967 millones, según el registro hasta el año 2009. Esta corporación fabrica y vende equipos de teleconferencia y videoconferencia, principalmente.

## Historia

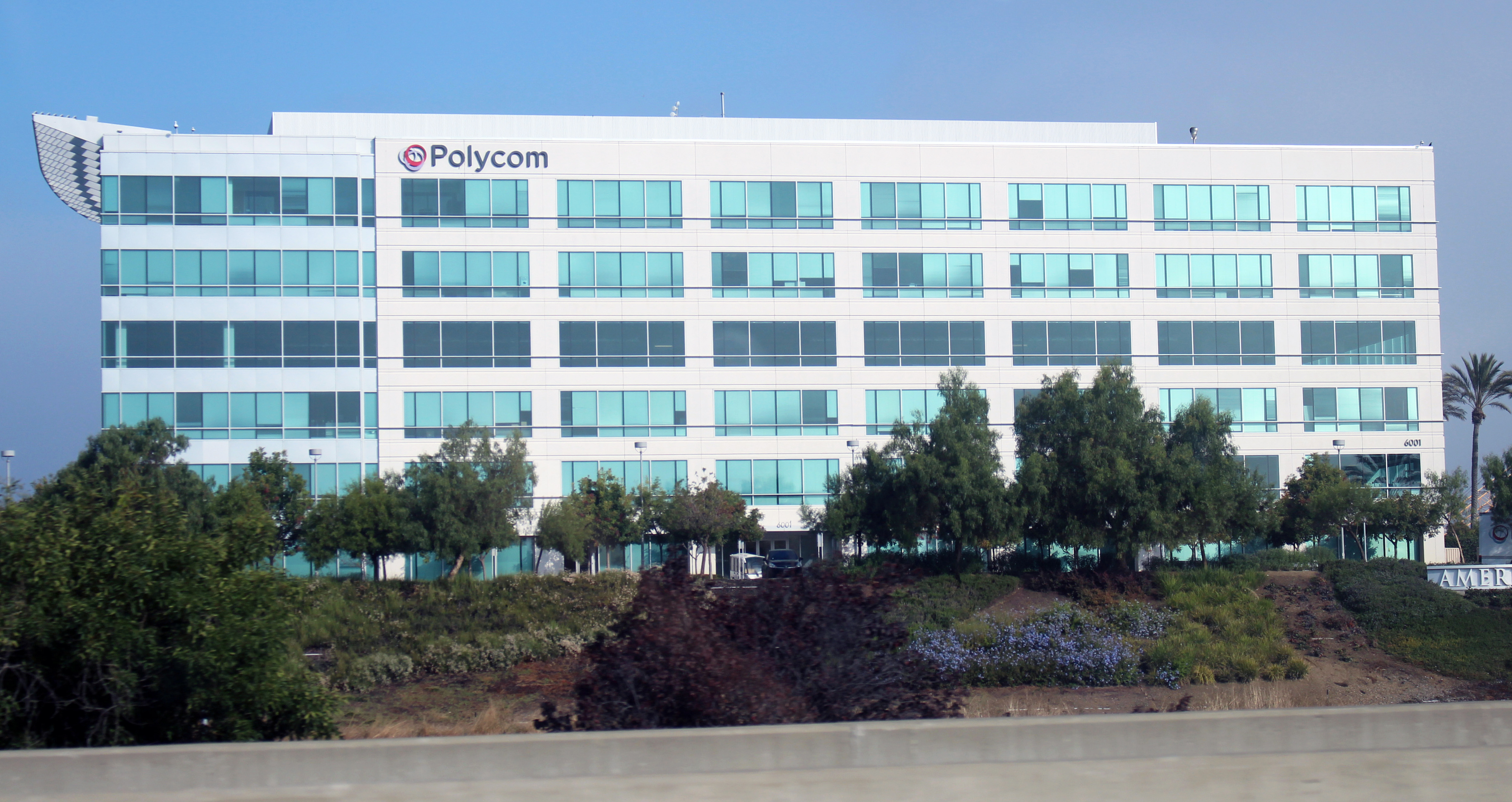
Sede de Polycom en San Jose (California)

Polycom fue fundada en 1990 por Brian L. Hinman y Jeffrey Rodman, los cuales fueron colegas de trabajo en 'PictureTel Corp.' cuando decidieron fundar Polycom.
Su actual CEO es  Andrew M. Miller y su sede central está en Pleasanton, California.

## Competidores
Sus principales competidores son: Aastra, Ascom, Cisco, ClearOne, Konftel, LifeSize, snom, Tandberg y Vocera.
- Datos: Q963809
- Multimedia: Polycom / Q963809